# Euthycera soror
Euthycera soror är en tvåvingeart som först beskrevs av Robineau-desvoidy 1830.  Euthycera soror ingår i släktet Euthycera och familjen kärrflugor.
Artens utbredningsområde är Frankrike. Inga underarter finns listade i Catalogue of Life.